# Viggo Fauerholdt
Viggo Fauerholdt (* 23. April 1832 in Kopenhagen; † 7. August 1883 in Düsseldorf) war ein dänischer Landschafts- und Marinemaler.

## Leben
Von 1846 bis 1852 besuchte Fauerholdt die Königlich Dänische Kunstakademie in Kopenhagen. 1857 gewann er den Neuhausen-Preis, eine mit einer Prämie verbundene Anerkennung einer Stiftung, die auf den dänischen Maler Jens Neuhausen (1774–1816) zurückgeht. 1865 reiste er mit diesem Stipendium nach Düsseldorf und wohnte bis zu seinem Lebensende dort. Fauerholdt unternahm zahlreiche Reisen, auch in die Niederlande, etwa 1873 nach Katwijk und Dordrecht.

## Werke (Auswahl)

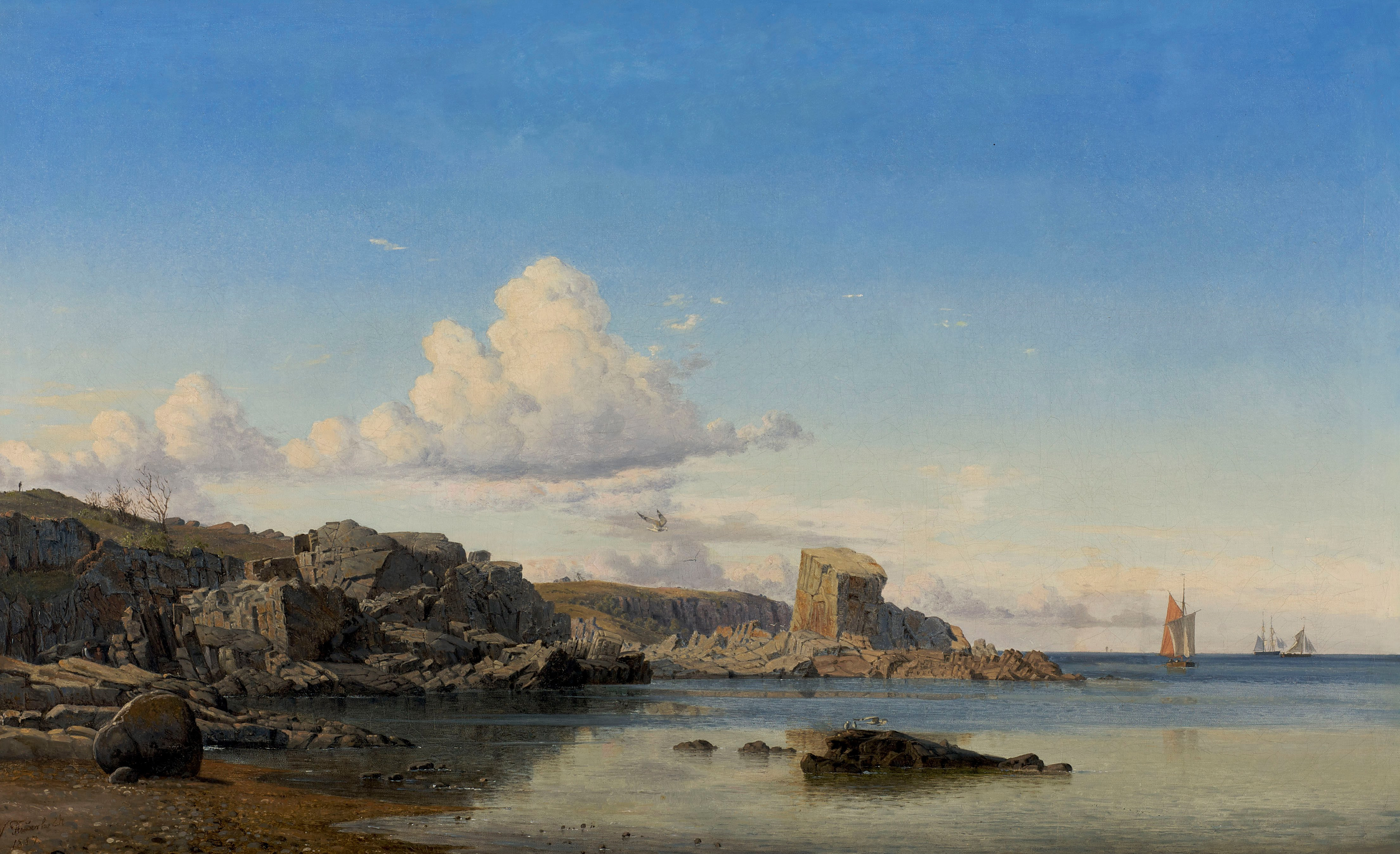
Felsen bei Gudhjem an der Ostküste Bornholms, 1857

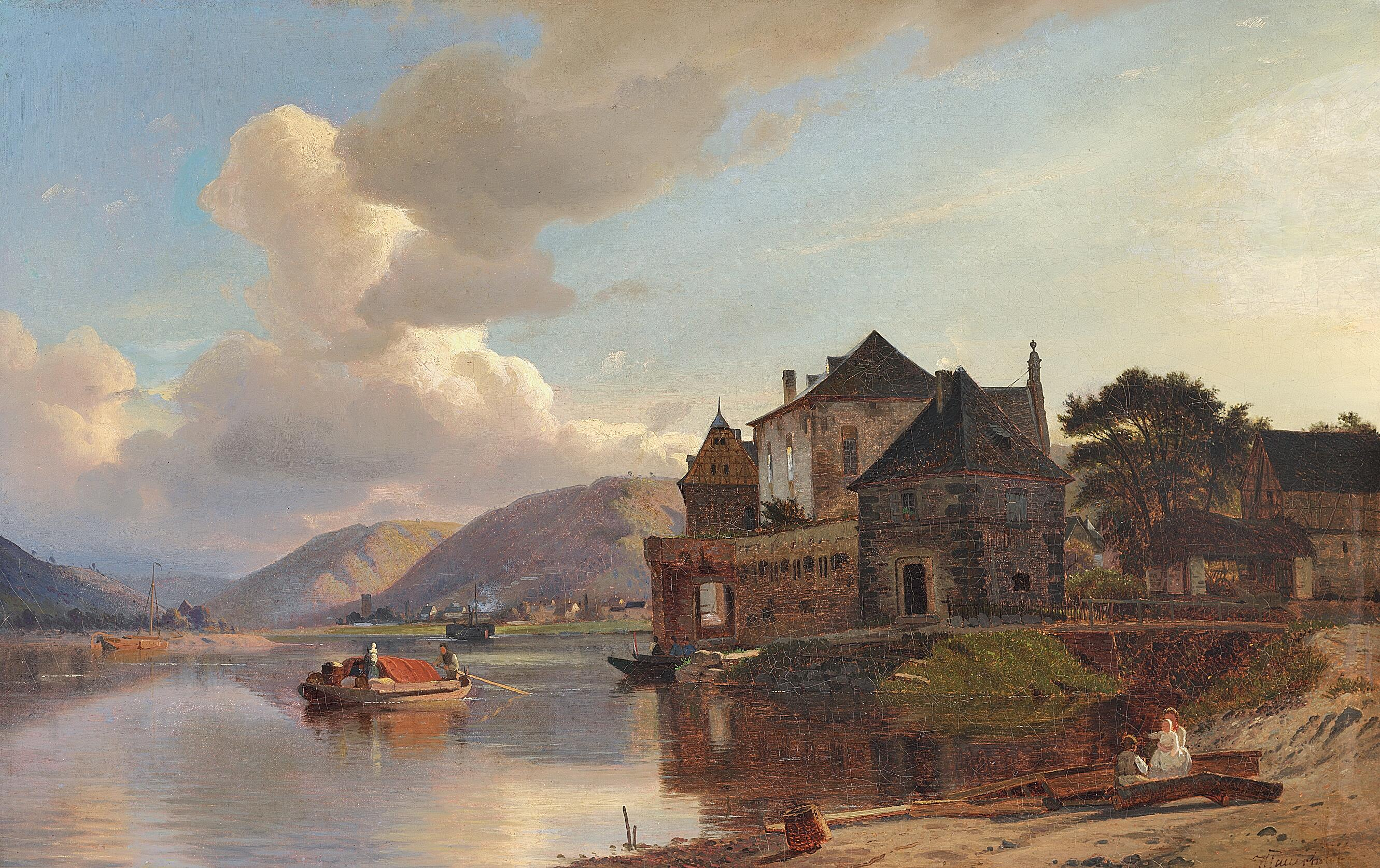
Partie an der Mosel bei Gondorf, 1866

Fauerholdts Stil war wie der seines Landsmanns Anton Eduard Kieldrup, der Düsseldorf im Winter 1863/1864 besucht hatte, von Traditionen deutscher Landschaftsmalerei geprägt.
- Felsen bei Gudhjelm an der Ostküste Bornholms, 1857
- Früher Morgen im Hafen von Kopenhagen, 1861
- Partie an der Mosel bei Gondorf, 1866
- Fischerboote am Strand, 1872
- Fischer am Meer bei Sonnenuntergang, 1874
- Sommertag am Fjord, 1880
- Am Strand, 1881
- Einfahrt in Cuxhaven, 1882
- Hafenszene in Delft, 1882
- Rheinhochwasser, 1882
- Felsenküste auf Bornholm, Deutsches Schifffahrtsmuseum, Bremerhaven